# Maskoutes

Carte du Caucase au Ve siècle. Les Maskoutes vivaient entre Derbent et Shaporan

Les Maskoutes (également connus sous le nom de Mazkut, Maskut, ou Muskur) sont un groupe de tribus Massagéto - Sarmato - Alaniennes situées dans la partie orientale du Caucase, le long de la côte ouest de la mer Caspienne.  Ils vivaient entre Derbent et Shaporan, correspondant à l'actuel nord-est de l'Azerbaïdjan et au sud-est du Daghestan (Russie).
Le terme «Maskoute» (ou «Maskut») est également parfois utilisé pour désigner une zone géographique plutôt qu'un groupe ethnique (notamment dans certaines publications académiques).
La première vague de ces tribus arrive au IIIe siècle en provenance du canal Volga-Don et de la côte nord de la mer Caspienne. L'historien russo-daghestanais moderne Murtazali Gadjiev suggère que ces tribus ont immigré non seulement en raison des changements climatiques et du désir d'explorer de nouvelles régions, mais également en raison de conflits concomitants.
Les sites funéraires sarmato-alaniens du Daghestan entre le IIIe et le Ve siècle sont considérés comme faisant partie de la colonie maskoute. En 216, ces tribus attaquèrent l'Arménie et participèrent également à la guerre entre l'Arménie et l'Iran sassanide au milieu du IIIe siècle. Un roi Maskoute anonyme, ainsi que d'autres dirigeants caucasiens, sont mentionnés dans l'inscription de Paikuli en moyen-perse du roi des rois sassanide (shahanshah) Narseh (r. 293-303). Dans l'inscription, Maskut est translittéré en moyen-perse comme mskyt'n (mas(a)kitan / mas(a)ketan) qui est identique au grec Μασσᾰγέται et au latin Massagetae.
Dans la première moitié du IVe siècle, une deuxième vague de tribus sarmato-alaniennes de la côte nord-ouest de la mer Caspienne ainsi qu'un groupe d'Alains du Nord-Caucase ont commencé à migrer vers Maskoute.
Vers l'an 440, Maskut fut brièvement prise par les Huns menés par Attila (r. 434-453), ce qui est également reflété par le choix de l'historien arménien contemporain Elishe de désigner Derbent comme une « forteresse hun », une « garnison hun » et une « porte hun ». Shahanshah Yazdegerd II (r. 438-457) riposte en menant deux expéditions militaires contre les Huns à Maskut, en reprenant Derbent et en la fortifiant fortement par la suite.
Selon l'historien arabe du Xe siècle al-Masudi (mort en 956), le chahanshah Kavad Ier (r. 488-496) possédait une « ville construite en pierre » dans la colonie de Maskut. L'emplacement de cette ville est cependant incertain.

## Sources
- Murtazali Gadjiev, Construction Activities of Kavād I in Caucasian Albania, Brill, 2017, 121–131 p. (lire en ligne)
- Murtazali Gadjiev, From Albania to Arrān: The East Caucasus between the Ancient and Islamic Worlds (ca. 330 BCE–1000 CE), Gorgias Press, 2020, 29–35 p. (ISBN 978-1463239886, lire en ligne ), « The Chronology of the Arsacid Albanians »
- Gadjiev, « Armenia and the Land of the Mazkut‘ (3rd–5th Centuries AD): Written Sources and Archaeological Data », Electrum, vol. 28,‎ 2021, p. 207–219 (DOI 10.4467/20800909EL.21.014.13372, lire en ligne )

## Lectures complémentaires
- Vladimir Minorsky, A History of Sharvān and Darband in the 10th-11th Centuries, Cambridge, W. Heffer & Sons, Ltd., 1958